# Ehrenbergina
Ehrenbergina es un género de foraminífero bentónico de la subfamilia Ehrenbergininae, de la familia Cassidulinidae, de la superfamilia Cassidulinoidea, del suborden Buliminina y del orden Buliminida. Su especie tipo es Ehrenbergina serrata. Su rango cronoestratigráfico abarca desde el Eoceno hasta la Actualidad.

## Discusión
Clasificaciones previas incluían Ehrenbergina en el suborden Rotaliina del orden Rotaliida.

## Clasificación
Se han descrito numerosas especies de Ehrenbergina. Entre las especies más interesantes o más conocidas destacan:
- Ehrenbergina aspinosa
- Ehrenbergina bicornis
- Ehrenbergina fyfei
- Ehrenbergina marwicki
- Ehrenbergina mestayeri
- Ehrenbergina osbornei
- Ehrenbergina serrata
- Ehrenbergina trigona

Un listado completo de las especies descritas en el género Ehrenbergina puede verse en el siguiente anexo.